# Ashford, Alabama
Ashford är en ort i Houston County i Alabama. Vid 2010 års folkräkning hade Ashford 2 148 invånare.